# SIAT (motorenbedrijf)
SIAT is een historisch merk van hulpmotoren.
De bedrijfsnaam was: Societa Italiana di Applicazioni Tecniche, Senigallia. 
SIAT was een Italiaans merk dat een 75 cc clip-on motor leverde. De productie startte in 1924 en werd in 1926 beëindigd.